# Johann Gottlieb Koppe

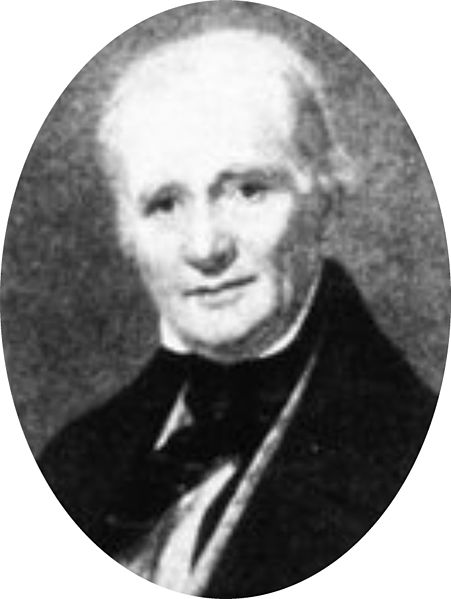
Johann Gottlieb Koppe

Johann Gottlieb Koppe, född den 21 januari 1782, död den 1 januari 1863, var en tysk författare i lanthushållningsämnen.
Koppe var 1811-13 lärare vid lantbruksskolan i Möglin och grundlade dess senare så berömda fårstam. Sedan var han praktiserande jordbrukare. Han blev 1842 medlem av preussiska "Landesökonomiekollegium" samt 1854 av preussiska statsrådet. 
Koppe utövade stort inflytande på jordbrukets utveckling, i synnerhet genom Unterricht im Ackerbau und in der Viehzucht (1813; 11:e upplagan 1885; "Handbok för landtmän uti åkerbruk och boskapsskötsel", 2 delar, 1819; 2:a upplagan 1839). 
Koppe hade också stort anseende som författare i jordbruksekonomi (Revision der Ackerbausysteme, 1818). Han hörde till de ivrigaste motståndarna till Liebigs teorier om jordens gödsling och rövarjordbruk ("raubbau").